# Pedrinho Mattar
Pedro Mattar (São Paulo, 19 de agosto de 1936 — Santos, 7 de fevereiro de 2007) mais conhecido como Pedrinho Mattar foi um pianista brasileiro.
Sua família o chamava de Pedrinho por ser o caçula de dez irmãos. Filho de libaneses, começou com o estudo de piano muito cedo, na escola de Magdalena Tagliaferro. Frequentava com seu pai o Restaurante Trianon, casa de chá da avenida Paulista, onde se tocava piano ao vivo. Começou os seus estudos em piano clássico somente em 1962. Tocava em inferninhos (escondido do pai) com o conjunto Os anjos do Inferno, tendo como componente João Gilberto.
Em 1953 já acompanhava os festivais de música realizados na União Cultural Brasil-Estados Unidos, onde estudava. Em 1959 viajou a Las Vegas, acompanhando a cantora Leny Eversong, que, apesar de brasileira, só cantava em inglês. Em 1960 acompanhou o cantor Agostinho dos Santos em turnês pela Argentina e Uruguai.
Presença marcante na música brasileira, frequentava junto com outros músicos o João Sebastião Bar do jornalista Paulo Cotrin, no bairro da Consolação, uma usina de nomes que eram ou seriam destaque no mundo da música, como: Chico Buarque, Elis Regina, Maysa, Claudette Soares, César Camargo Mariano, Taiguara, Marisa Gata Mansa etc. 
Viajou por diversas vezes com a cantora Claudette Soares, no eixo Rio-São Paulo. Em 1962 tocou para a cantora Maysa em Portugal e na Espanha. Foi responsável pela produção musical do Programa Bibi Ferreira na televisão. Excursionou pelo Brasil, acompanhado de Luís Carlos Miele e Sandra Bréa - 1976 - Caso Water-Closed  e Dzi Croquettes.
Na superboate paulistana Gallery (1982), que reunia boêmios e fãs da boa música, de quem se dizia que poderiam gastar mais de dois salários mínimos numa noite, a imagem do Pedrinho Mattar era a do pianista de smoking, impecável na execução de um repertório internacional.
Era apresentador e solista do programa de televisão Pianíssimo - da Rede Vida, desde 1990. Uma das canções que mais gostava de tocar era "As Time Goes By" do filme Casablanca, música tema da abertura do seu programa Pianíssimo. Uma de suas irmãs - Mercedes Mattar - pianista é responsável pela organização do Concurso Internacional de Piano, em São Paulo.  O flautista e saxofonista Derico, o pianista Sérgio Sciotti (que com Derico forma o Duo Sciotti) e o pianista Paulo Mattar são seus sobrinhos.

## Curiosidades
- Pedrinho Mattar e seu pai frequentavam a confeitaria e Restaurante Trianon, no Belvedere Trianon, local que, no passado, havia sido ponto de encontro de Mário de Andrade e seus amigos modernistas e onde fica atualmente o Museu de Arte de São Paulo - MASP.
- Apresentou-se na Casa Branca para o presidente Jimmy Carter e esposa.
- Fez uma apresentação para o povo, na escadaria externa do Teatro Municipal de São Paulo.
- Em 1993, Pedrinho Mattar morava no edifício Baronesa de Arary, na avenida Paulista esquina com a rua Peixoto Gomide, que tinha sido condenado pelo Corpo de Bombeiros de São Paulo por falta de segurança e de manutenção da rede elétrica. Pedrinho Mattar, para resgatar seu instrumento, mandou derrubar a parede da sala de visitas que dava para a av. Paulista, descendo o piano com cordas e roldanas. A operação parou, literalmente, a avenida. Mudou-se, então para sua casa no Embaré, Santos.
- Pedrinho Mattar desenvolveu relacionamento aberto com músicos de vertentes bastante populares da cultura Brasileira. Gravações recentemente divulgadas apresentaram o pianista interpretando músicas de mestres como Gonzagão, Gonzaga e Gonzaguinha bem como sucessos mais atuais da MPB (É o Tchan, Cheiro de Amor, Carlinhos Brown, dentre outros artistas). Quebra-se assim o mito da erudição como principal vertente dos expoentes pianistas Brasileiros contemporâneos. Músicos que dizem-se fãs de Mattar afirmam que as sonoridades e técnicas peculiares do pianista já davam indícios de uma profunda apreciação e estudo das técnicas musicas da MPB.
- Pedrinho Mattar foi contratado para criação e execução de centenas de trilhas sonoras para comerciais televisivos de grandes empresas. Curiosamente, destacam-se produções para comerciais de empresas da área de softwares de gestão integrada (ERP, CRM, BI, etc) - principalmente grandes corporações multinacionais do setor.
- Pedrinho Mattar mantinha, em seu último apartamento, equipamentos para astronomia amadora. Embora não tenha se dedicado profissionalmente ao estudo dos astros e do espaço, costumava fazê-lo por hobby nos últimos 10 anos. Especula-se que a paixão por este hobby tenha sido parte das influências musicais e mudanças em estilo de composição percebidas no final de sua carreira.
- Grupos de aficionados, que se comunicam através de redes sociais, têm desenvolvido teorias alternativas sobre Pedrinho Mattar. Enquanto alguns o apontam como o principal músico brasileiro e/ou latino americano contemporâneo, outros questionam inclusive as circunstâncias de seus últimos anos de vida. Há alegações de que Mattar teria optado por isolar-se da mídia e da sociedade em seus dois últimos anos de vida e carreira, com o objetivo de criar uma obra prima final. De acordo com esta teoria, esta obra seria revelada apenas 20 anos após seu falecimento, conforme instruções do pianista dadas a seus empresários e descendentes. Funcionários de uma empresa de manutenção de pianos que prestava serviços ao pianista afirmam que a nova e misteriosa obra seria "de sonoridades jamais ouvidas nas criações de nenhum outro pianista". Dividida em quatro longos atos, a obra retrata o cenário social e político do Brasil de forma crítica e é encerrada com a representação musical de uma experiência mística de "contato com o criador", no último ato, chamado de "O Portal".
- Em 2009, no programa televisivo "Márcia Goldschmidt", uma jovem apresentou-se como meia-irmã gêmea de Pedrinho Mattar. Questionada sobre as razões que a levavam a fazer tal afirmação (virtualmente impossível), Kátia Maria Paeson-Mattar (como se identificou) afirmou ter tido contato com o pianista em duas situações especiais: Uma no passado, quando Mattar a visitou através de uma viagem no tempo, e outra no futuro em que, mesmo após a morte de Mattar, Katia havia tido contato espiritual com o músico. Embora a entrevistado tenha caído em descrédito ao transmitir tais informações, os herdeiros do pianista agora associam-se a grupos de cunho mediúnico em busca de explanações para estes eventos.
- Pedrinho é tio do ator Maurício Mattar.

## Morte
Pedrinho Mattar morreu de infarto fulminante em Santos no dia 7 de fevereiro de 2007 aos 70 anos. O corpo foi levado para a capital paulista e sepultado no Cemitério do Araçá. Na época ele apresentava o programa Pianíssimo da Rede Vida de Televisão.

## Discografia
- Pedrinho Mattar Trio  (1962) Farroupilha LP
- Pedrinho Mattar Trio número 2 (1963) Farroupilha LP
- Pedrinho Mattar Trio número 3 (1964) Farroupilha LP
- Pedrinho Mattar Especial Volume 2 (1970) LP
- Pedrinho Mattar Especial Volume 3 (1980) LP
- Pedrinho Mattar Especial Volume 4 (1981) LP
- Um show de Mattar (1971) Copacabana LP
- A arte do piano popular (1992) RGE LP
- Pianomania (1996) RGE CD
- As vinte profecias (1997) RGE CD
- Álbum de Músicas INTERCD CD
- Um Toque Especial INTERCD CD